# At-Tajjiba (Aleppo)
At-Tajjiba – wieś w Syrii, w muhafazie Aleppo, w dystrykcie As-Safira. W 2004 roku liczyła 625 mieszkańców.